# Joe Murphy (football)

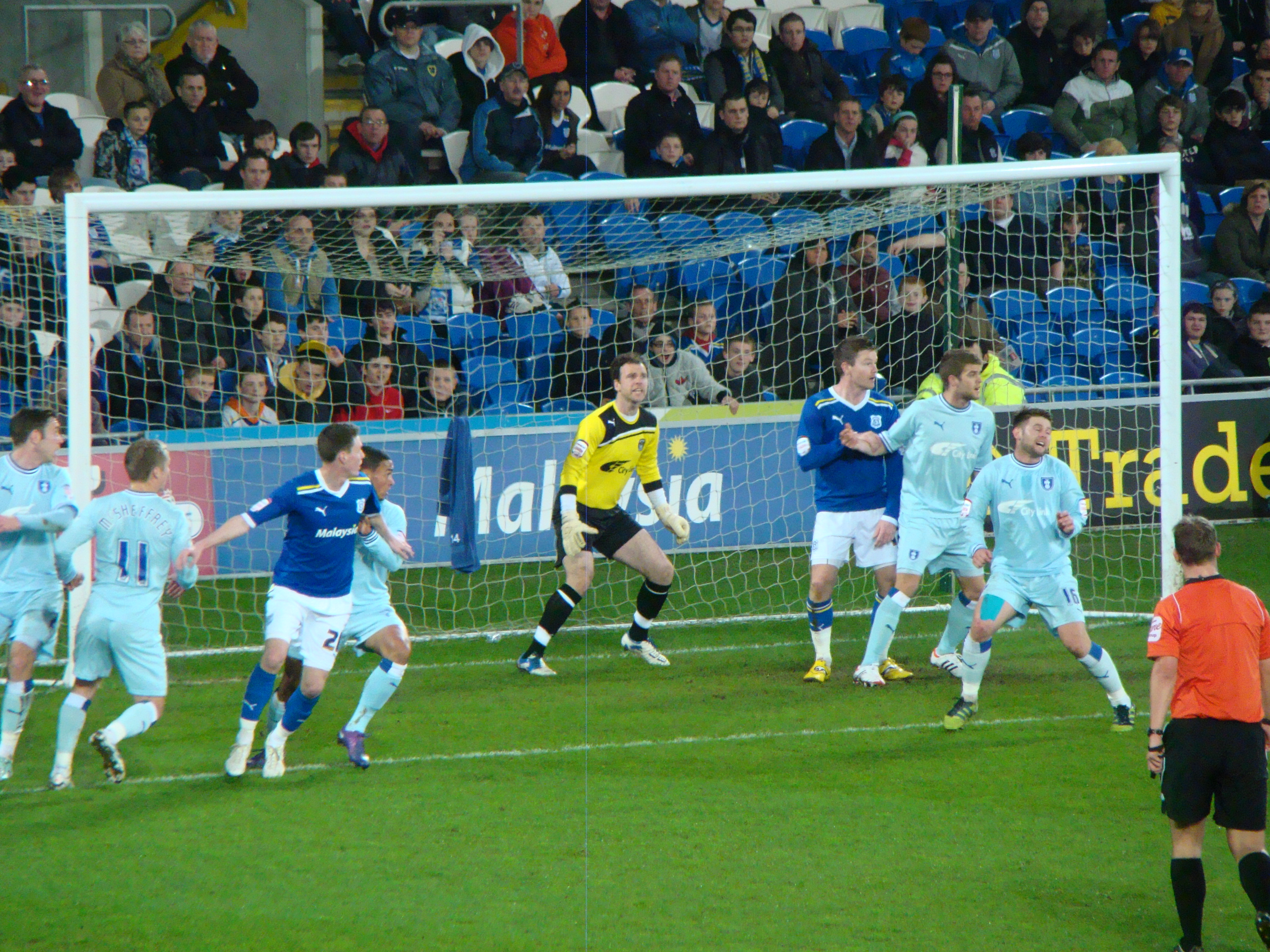
Joe Murphy

Joe Murphy est un footballeur irlandais né le 21 août 1981 à Dublin. Il évolue au poste de gardien au Tranmere Rovers.

## Biographie
À la suite de la relégation de Scunthorpe United en League One après la saison 2010-2011, Murphy quitte le club le 20 mai 2011. Le 30 juin suivant, il signe pour Coventry City.
Le 4 juillet 2019, il rejoint Shrewsbury Town.
Le 22 août 2020, il rejoint Tranmere Rovers.

## Sélections
- 2 sélections et 0 but avec l' République d'Irlande depuis 2003.

## Palmarès

### En club
- Vainqueur de la Football League One (3e division) en 2007 avec Scunthorpe
- Vice-champion de la Football League Two (4e division) en 2019 avec Bury

### Distinctions personnelles
- Membre de l'équipe type de Football League One en 2007.
- Membre de l'équipe type de Football League One en 2009.
- Membre de l'équipe-type de Football League Two en 2019.